# Крофорд (Тексас)
Крофорд (енгл. Crawford) град је у америчкој савезној држави Тексас. По попису становништва из 2010. у њему је живело 717 становника.

## Демографија
Према попису становништва из 2010. у граду је живело 717 становника, што је 12 (1,7%) становника више него 2000. године.
| Група             | 2000.       | 2010.       |
| Белци             | 586 (83,1%) | 616 (85,9%) |
| Афроамериканци    | 31 (4,4%)   | 31 (4,3%)   |
| Азијати           | 0 (0,0%)    | 0 (0,0%)    |
| Хиспаноамериканци | 81 (11,5%)  | 57 (7,9%)   |
| Укупно            | 705         | 717         |